# Лидтке, Йохен
Йохен Лидтке (нем. Jochen Liedtke; 26 мая 1953 — 10 июня 2001) — немецкий специалист в области компьютерных наук, известен своей работой с микроядрами, в частности, созданием семейства микроядер L4.

## Биография
В середине 1970-х годов Лидтке изучал математику в Билефельдском университете. Целью его дипломного проекта было создание компилятора для языка программирования ELAN, который использовался для изучения программирования в немецких школах(компилятор был написан на самом ELAN). После окончания университета в 1977 году, Йохен Лидтке остался в Билефельдском университете и работал над окружением ELAN для микропроцессора Zilog Z80. Это требовало специальной среды исполнения, которую он назвал Eumel («Extendable Multiuser Microprocessor ELAN-System», что является также разговорным северо-немецким термином, обозначающим дурака). Eumel выросла в полноценную многозадачную многопользовательскую операционную систему, поддерживающую ортогональную персистентность, которая начала распространяться в 1980 году и была позже портирована на процессоры Zilog Z8000, Motorola 68000 и Intel 8086. У этих процессоров не было защиты памяти, поэтому Eumel использовала виртуальную машину, которая добавляла отсутствовавшие возможности. Более 2000 систем на базе Eumel было разослано преимущественно в школы и для юридической работы в качестве платформы для обработки текстов.
В 1984 году Лидтке присоединился к GMD (Gesellschaft für Mathematik und Datenverarbeitung, Немецкий национальный исследовательский центр математики и компьютерных наук, который сейчас является частью Общества Фраунгофера), где продолжил свою работу над Eumel. В 1987 году, когда микропроцессоры, поддерживающие виртуальную память, стали широко доступны в виде Intel 80386, Лидтке начал разработку новой операционной системы Eumel, которую он назвал L3 («Третья система Лидтке», после Eumel и интерпретатора Algol 60, которые он написал в средней школе). L3 разработана с нуля для достижения лучшей производительности путём использования особенностей новейших процессоров того времени. Она была, по большей части, обратно совместимой с Eumel, таким образом, повторно использовалась уже существующая экосистема. L3 начал распространяться в 1989 году, было разослано по крайней мере 500 копий.
Eumel и L3 были микроядерными системами по популярному дизайну 1980-х. Тем не менее, в начале 1990-х годов микроядра получили плохую репутацию, так как системы, построенные на них, были низкопроизводительными, что вылилось в потерю миллиардов долларов в IBM Workplace OS. Утверждалось, что причина была в архитектуре операционной системы, из-за использования микроядер. Лидтке, тем не менее, отметил, что операция передачи сообщений (IPC), которая крайне важна для производительности микроядер, была медленной во всех существующих микроядрах, включая его собственную систему L3. Его вывод заключался в том, что требуется радикальная перестройка. Он сделал это, переписав L3 с нуля, значительно упростив ядро и на порядок ускорив работу механизмов IPC. Получившееся ядро позже было переименовано в «L4». Концептуально, новизна L4 заключалась в его зависимости от внешних пейджеров (обработчиков страничных исключений), а также рекурсивного построения адресных пространств. Это привело к созданию целого семейства микроядер, со многими независимыми реализациями тех же принципов.
Лидтке также работал над компьютерной архитектурой, изобретая защищённые таблицы страниц как средство реализации sparsely-mapped 64-битного пространства адресов. В 1996 году Лидтке защитил докторскую диссертацию про защищённые таблицы страниц в Берлинском техническом университете.
В том же году он присоединился к Thomas J. Watson Research Center, где он продолжил работу над L4 (по политическим причинам называвшаяся «Lava Nucleus» или коротко «LN», микроядра были непопулярны в IBM после провала Workplace OS). Основной проект во время его работы в IBM назывался Saw Mill, он пытался превратить Linux в мультисерверную операционную систему на базе L4.
В апреле 1999 году возглавил кафедру системной архитектуры в университете Карлсруэ. В Карлсруэ он продолжил сотрудничать с IBM над Saw Mill, но в то же время работал над новым поколением L4 («Version 4»). Было разработано несколько экспериментальных ядер в течение этого времени, в том числе Hazelnut, и первое L4 ядро, которое было портировано (а не повторно реализовано) на другую архитектуру (с x86 на ARM). Работа над новой версией была завершена после смерти Лидтке его студентами — Волькмар Улигом, Уве Дановски и Эспеном Скоглундом. Оно было выпущено под названием Pistachio в 2002 году.